# Montferrer
Montferrer es una localidad y comuna francesa situada en el departamento de Pirineos Orientales y la región de Languedoc-Rosellón, en la comarca del Vallespir. Tenía 202 habitantes en 2007.
Sus habitantes reciben el gentilicio de Montferrerois en francés y de Montferrinyols en catalán.
Administrativamente, pertenece al distrito de Céret, al cantón de Arles-sur-Tech y a la Communauté de communes du Haut Vallespir.

## Geografía
Montferrer se encuentra a la orilla izquierda del Tech, que actúa de límite con Arlés y Saint-Laurent. Su territorio se eleva hacia el noroeste hasta la montaña de la Souque, en catalán la Soca (1626 metros). El conjunto del territorio es muy arbolado (encinas, robles pubescentes y castaños sobre todo) y con muchos pastos.
La comuna de Montferrer limita con Corsavy, Le Tech, Saint-Laurent-de-Cerdans y Arles-sur-Tech.

## Etimología
El pueblo se llamó en primera instancia Mollet (Molledo en 927, villa Moleto en 967), término que evoca un lugar húmedo (en catalán moll) y que se conservó hasta el siglo XVIII para designar a la iglesia (Santa Maria de Mollet, rectoría de Montferrer, 1752). Su nombre actual está vinculado a la construcción de una fortaleza mencionada desde el siglo XI y llamada castrum Montferrer (hacia 1070). Éste puede deberse a la presencia de mineral de hierro, pero también puede hacer referencia metafóricamente a la solidez de las defensas.

## Demografía

Localización de Montferrer en el Vallespir.

| 175 | 215 | 260 | 226 | 353 | 221 |
| Para los censos de 1962 a 1999 la población legal corresponde a la población sin duplicidades (Fuente: INSEE [Consultar]) |     |     |     |     |     |

## Lugares y monumentos
- Ruinas del castillo.
- Iglesia parroquial de l'Assomption.
- Cruz de hierro forjado en el cementerio.
- Museo catalán de las Artes y tradiciones populares.
- Gargantas de la Fou.